# BMW R 10

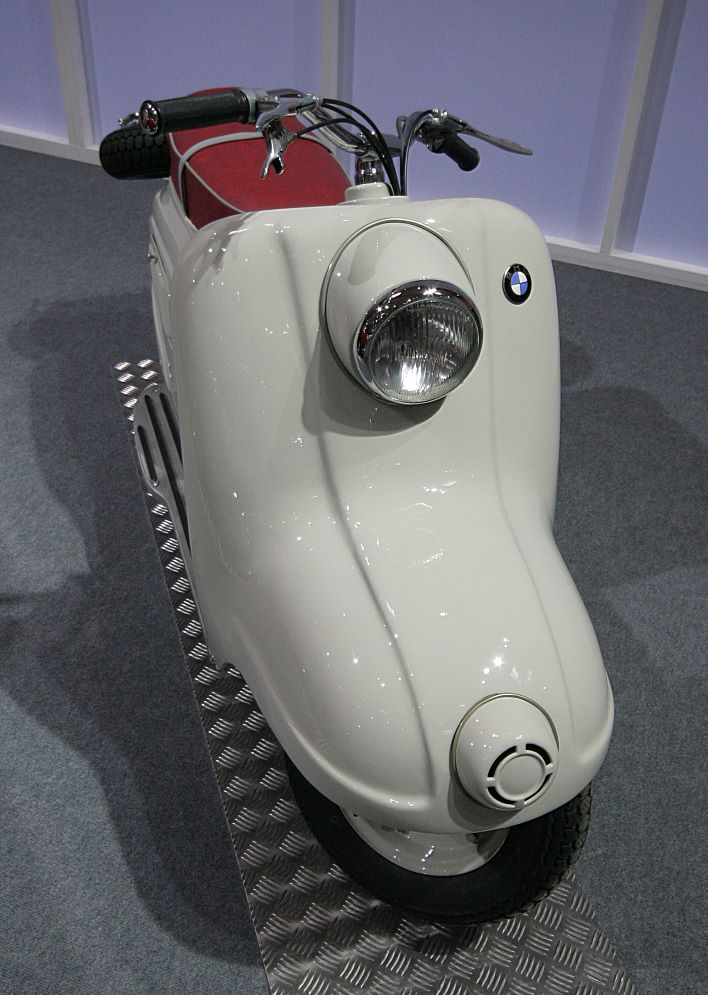
Prototyp der zweiten Ausführung

Der Motorroller BMW R 10 war ein von 1950 bis 1955 von BMW verfolgtes Motorrollerprojekt mit Einzylinder-Viertaktmotor und Kardanantrieb.

## Geschichte
Eine frühe Entwurfszeichnung des R 10.b – Entwurf 7.12.50 trägt als Aufnahmedatum den 10. Dezember 1950. Die Zusatzbezeichnung „.b“ wurde zur Abgrenzung zum Projekt des Zweitaktmotorrades BMW R 10 von 1947 vergeben, das im Prototypenstadium aufgegeben worden war. Mit Datum des 1. Januar 1950 liegt eine Kalkulation der Produktkosten im BMW-Archiv vor.
1955 wurde das Projekt aufgegeben; aus diesem Jahr existiert noch eine Akte Werte zur Herstellkostenermittlung für den Roller R 10 und benötigtes Anlagekapital für die Fertigung im BMW-Archiv.

## Konstruktionsmerkmale
Mit dem ersten Entwurf 1951 wurde ein motorradähnliches Konzept verfolgt, das dann in der zweiten Ausführung von 1953 in einen glattflächigen Entwurf mündete, der dem Entwicklungsstand der Konkurrenz wie Heinkel, Glas (Goggo-Roller) und Maico entsprach.

### Erste Ausführung

#### Motor
Der Motor war als längs eingebauter, fahrtwindgekühlter Einzylinder-Viertaktmotor mit 200 cm³ Hubraum und stehenden Ventilen ausgeführt. Trotz des niedrigen Motors war der freie Durchstieg über die Verkleidung behindert.

#### Antrieb
Die R 10 der ersten Ausführung hatte ein fußgeschaltetes Dreiganggetriebe mit Kardanantrieb auf der rechten Seite des gefederten Hinterrades. Diese Auslegung entsprach den Motorrädern von BMW.

#### Fahrwerk
Die großen Speichenräder mit 16" Durchmesser waren dem Motorradbau ebenfalls näher als den zeitgenössischen Rollern anderer Hersteller.

### Zweite Ausführung

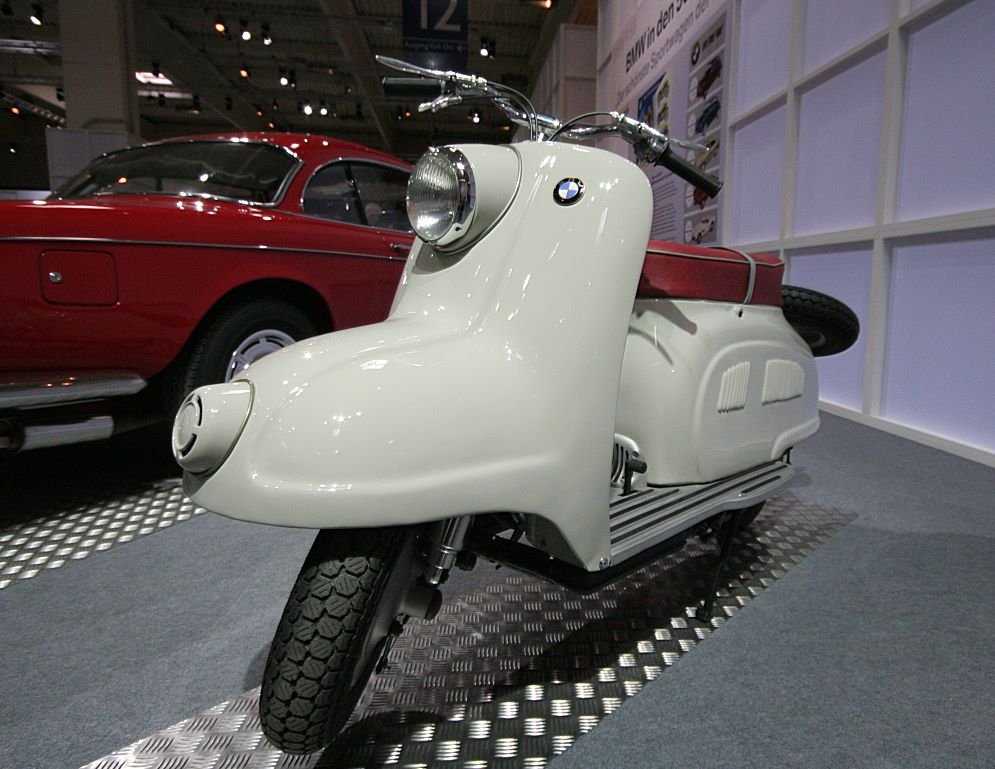
Prototyp

#### Motor
Der Motor war wie in der ersten Ausführung ein längs eingebauter Einzylinder-Viertaktmotor, allerdings mit hängenden Ventilen, 175 cm³ Hubraum und 12 PS (8,8 kW). Der Zylinderkopf war mit parallel angeordneten Ventilen kompakter als der Zylinderkopf der Einzylinder-Motorräder und der Isetta, bei denen die Ventile V-förmig angeordnet waren.
Durch eine Verschiebung des Motors nach hinten, Gebläsekühlung und eine kurze Kardanwelle konnte ein freier Durchstieg verwirklicht werden.

### Antrieb
Die R 10 der zweiten Ausführung hatte ein handgeschaltetes Getriebe mit Kardanantrieb auf der linken Seite des gefederten Hinterrades.

#### Fahrwerk
Die Räder waren rollertypisch kleine Zehn-Zoll-Scheibenräder und wurden in Einarmschwingen geführt.